# Hiroshi Kiyotake
Hiroshi Kiyotake (清武 弘嗣, Kiyotake Hiroshi, Oita, 12 november 1989) is een Japans betaald voetballer, die doorgaans als middenvelder speelt. In 2017 verruilde hij Sevilla voor Cerezo Osaka. Kiyotake maakte in 2011 zijn debuut in het Japans voetbalelftal.

## Clubcarrière
Hij tekende in juni 2016 een contract tot medio 2020 bij Sevilla, dat circa €6.000.000,- voor hem betaalde aan Hannover 96.

## Clubstatistieken
| Seizoen | Club           | Competitie       | Competitie | Competitie | Beker | Beker | Internationaal | Internationaal | Totaal | Totaal |
| Seizoen | Club           | Competitie       | Wed.       | Dlp.       | Wed.  | Dlp.  | Wed.           | Dlp.           | Wed.   | Dlp.   |
| ------- | -------------- | ---------------- | ---------- | ---------- | ----- | ----- | -------------- | -------------- | ------ | ------ |
| 2008    | Oita Trinita   | J-League         | 8          | 1          | 0     | 0     | —              | —              | 8      | 1      |
| 2009    | Oita Trinita   | J-League         | 23         | 3          | 1     | 1     | —              | —              | 24     | 4      |
| 2010    | Cerezo Osaka   | J-League         | 25         | 4          | 1     | 0     | —              | —              | 26     | 4      |
| 2011    | Cerezo Osaka   | J-League         | 25         | 7          | 1     | 1     | —              | —              | 26     | 8      |
| 2012    | Cerezo Osaka   | J-League         | 15         | 2          | 3     | 1     | —              | —              | 18     | 3      |
| 2012/13 | 1. FC Nürnberg | Bundesliga       | 31         | 4          | 1     | 0     | —              | —              | 32     | 4      |
| 2013/14 | 1. FC Nürnberg | Bundesliga       | 33         | 3          | 1     | 0     | —              | —              | 34     | 3      |
| 2014/15 | Hannover 96    | Bundesliga       | 32         | 5          | 1     | 0     | —              | —              | 33     | 5      |
| 2015/16 | Hannover 96    | Bundesliga       | 21         | 5          | 1     | 0     | —              | —              | 22     | 5      |
| 2016/17 | Sevilla        | Primera División | 4          | 1          | 3     | 0     | 2              | 0              | 9      | 1      |
| 2016/17 | Cerezo Osaka   | J-League         | 0          | 0          | 0     | 0     | —              | —              | 0      | 0      |
| Totaal  | Totaal         | Totaal           | 217        | 35         | 13    | 3     | 2              | 0              | 232    | 38     |

Bijgewerkt op 2 februari 2017.

## Interlandcarrière
Kiyotake debuteerde in 2011 in het Japans nationaal elftal, waarmee hij actief was op onder meer het wereldkampioenschap voetbal 2014.

### Statistieken
| Japans voetbalelftal | Japans voetbalelftal | Japans voetbalelftal |
| Jaar                 | Wed.                 | Dlp.                 |
| -------------------- | -------------------- | -------------------- |
| 2011                 | 5                    | 0                    |
| 2012                 | 7                    | 1                    |
| 2013                 | 11                   | 0                    |
| 2014                 | 3                    | 0                    |
| 2015                 | 7                    | 0                    |
| 2016                 | 9                    | 4                    |
| 2017                 | 1                    | 0                    |
| Totaal               | 43                   | 5                    |